# Maria Leopoldina da Áustria-Tirol
Maria Leopoldina da Áustria-Tirol (em alemão:  Maria Leopoldine von Österreich-Tirol; Innsbruck, 6 de abril de 1632 — Viena, 7 de agosto de 1649) foi a segunda esposa de seu primo, o imperador romano-germânico Fernando III. Como tal, ela era Imperatriz Consorte do Sacro Império Romano-Germânico. Ela morreu ao dar à luz filho único do casal, arquiduque Carlos José da Áustria.

## Infância
Maria Leopoldina nasceu em Innsbruck como uma arquiduquesa da Áustria. Ela foi a terceira filha e o quinto e mais novo filho de Leopoldo V, arquiduque da Áustria Anterior e Cláudia de Médici. A arquiduquesa ficou órfão pela morte de seu pai, alguns meses depois de seu nascimento. Nesse ponto, seu irmão mais velho, Fernando Carlos, herdou o ducado da Áustria, mas a viúva arquiduquesa Claudia assumiu a regência por causa da minoria de seus filhos. Em uma carta escrita para sua mãe, Isabel da Boémia, em 8 de setembro 1641, Carlos I Luís, Eleitor Palatino descreveu as intenções de seu tio, Carlos I de Inglaterra, e primo de Maria Leopoldina, Fernando III, para organizar uma casamento entre a arquiduquesa e ele próprio; o casamento entre Maria Leopoldina e Carlos Luís era para acabar com "todos os rancores entre nossas famílias".

## Casamento

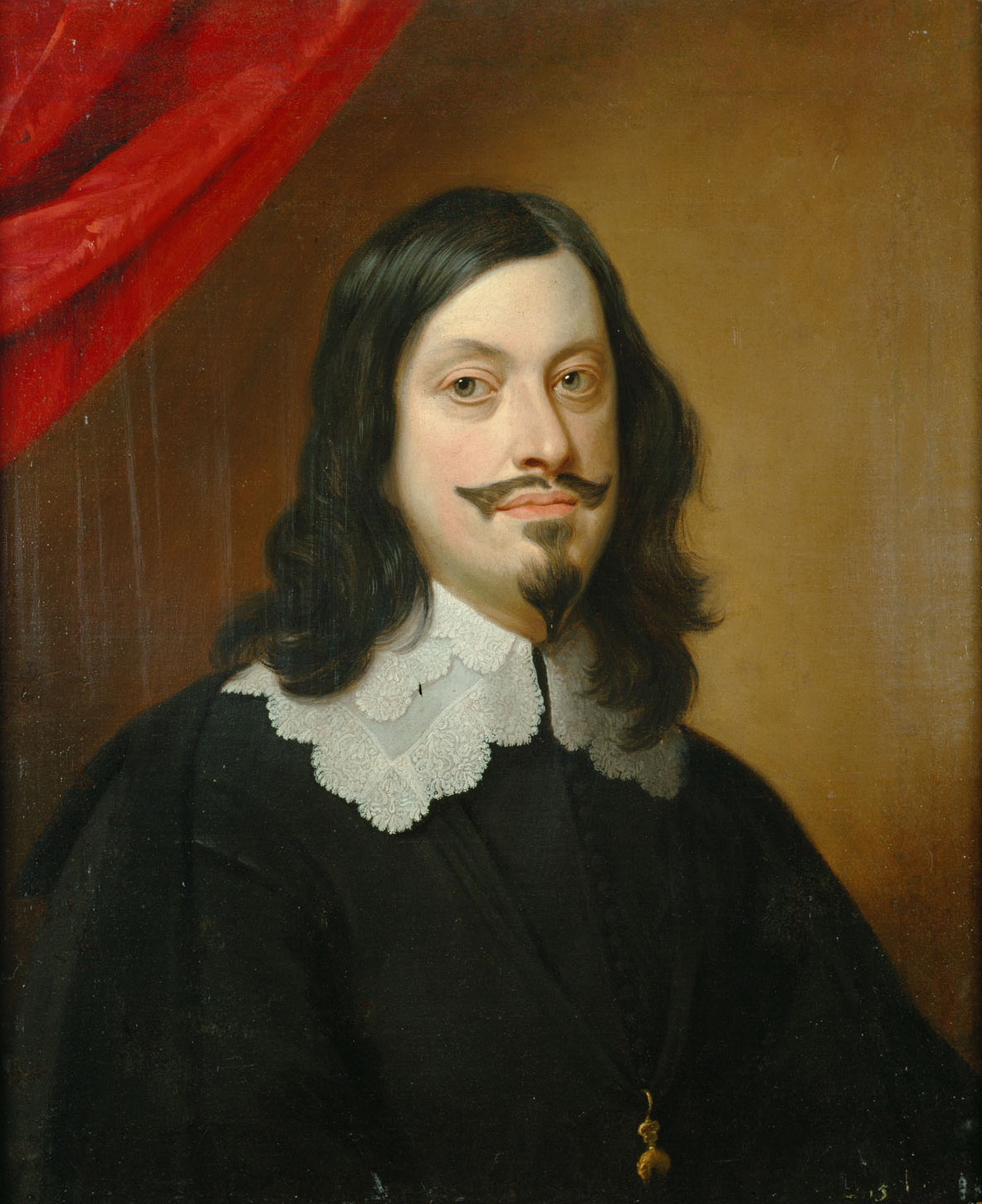
Imperador Fernando III

O casamento entre Carlos Luís e Maria Leopoldina nunca foi realizado. Em 2 de julho de 1648 em Linz, a arquiduquesa Maria Leopoldina casou-se com o imperador Fernando III, tornando-se imperatriz romano-germânica, Rainha da Germânias, Rainha da Hungria e Rainha de Boêmia. A cerimônia de casamento foi esplêndida. o compositor Andreas Rauch celebraram o casamento como "antecipar (com a ajuda da Divina Providência) final mais bonita da Guerra dos Trinta Anos.
Uma ópera intitulada I Trifoni d'Amore, produzido por Giovanni Felice Sances, foi feito para comemorar o casamento de Maria Leopoldina, mas a estreia en Praga foi cancelada no último momento, quando o rei Vladislau IV Vasa da Polônia morreu dois meses após o casamento; o desempenho Pressburg planejado aparentemente nunca ocorreu  A nova imperatriz foi tão intimamente relacionada com o marido como sua prima e predecessora, Maria Ana de Espanha. Ambos os casamentos eram um meio pelo qual a Casa de Habsburgo, de vez em quando, reforçava seu poder.